# Forte do Pontal da Cruz

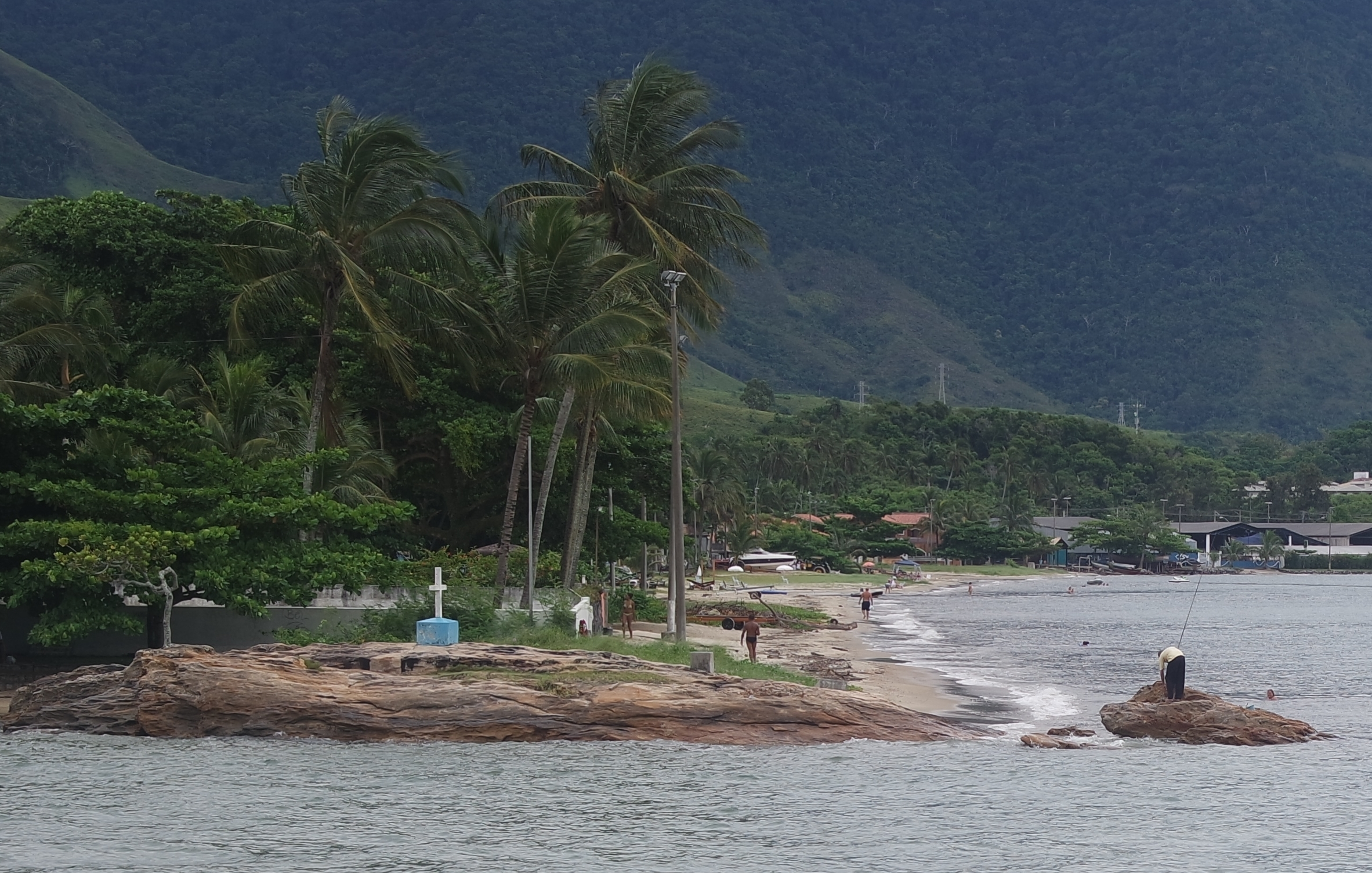
Local do antigo Forte do Pontal da Cruz, indicado hoje por um cruzeiro.

O Forte do Pontal da Cruz localizava-se no pontal da Cruz, em São Sebastião, no litoral norte do estado brasileiro de São Paulo.

## História
Este forte foi erguido em 1820 pelo governador militar da Província de São Paulo, major Maximiliano Augusto Penido, artilhado com duas peças. Cruzava fogos com o Forte de Vila Bela na ilha de São Sebastião (SOUZA, 1885:118-119), batendo o norte do canal de São Sebastião. O mesmo autor considera-o arruinado, à época (1885) (op. cit., p. 118).
Denominado como Forte da Cruz (SOUZA, 1885:119), GARRIDO (1940) denomina-o incorretamente como Forte da Santa Cruz (op. cit., p. 131). A descrição do primeiro, entretanto, localiza-o no atual pontal da Cruz. O Guia Quatro Rodas (Praias) 2002 refere que a cruz fincada na pedra, que dá nome à praia e pontal, segundo a lenda local, se deve a um amor trágico (op. cit., p. 82).